# Bernd Fichtner
Bernd Fichtner (* 7. Januar 1953) ist ein ehemaliger deutscher Fußballtorwart, der für den FC Karl-Marx-Stadt in der Oberliga der DDR aktiv war.

## Leben
Bernd Fichtner spielte seit 1972 als Torwart in den Männermannschaften des FC Karl-Marx-Stadt. Er spielte hauptsächlich für die 2. Mannschaft des FCK in der DDR-Liga, kam aber auch für die erste Mannschaft zu 38 Oberligaeinsätzen. Er konnte sich jedoch nicht dauerhaft gegen die damalige Nr. 1 des FCK, Wolfgang Krahnke, durchsetzen. Nach der Saison 1978/79 beendete er seine Oberligakarriere und schloss sich der BSG Motor „Fritz Heckert“ Karl-Marx-Stadt an, die seinerzeit in DDR-Liga spielte. 1989 beendete er seine aktive Laufbahn. Insgesamt kam Fichtner zu 129 Einsätzen in der DDR-Liga.
Während seiner aktiven Laufbahn absolvierte Fichtner ein Studium und promovierte.